# Mantinos
Mantinos es una localidad y municipio de la provincia de Palencia (Castilla y León, España). Situado en el extremo noroeste de la provincia, en la vega del Río Carrión, afluente del río Pisuerga.

## Historia

### SigloXIX
Así se describe a Mantinos en la página 192 del tomo XI del Diccionario geográfico-estadístico-histórico de España y sus posesiones de Ultramar, obra impulsada por Pascual Madoz a mediados del siglo XIX:

MANTINOS

Lugar con ayuntamiento en la provincia de Palencia (16 leguas), partido judicial de Saldaña (5 1/2), audiencia territorial y capitanía general de Valladolid (24) y diócesis de León (11).
Situado en un valle a la margen izquierda del río Carrión con clima frío y buena ventilación, bastante propenso a fiebres catarrales y dolores de costado.
Tiene 26 casas de pocas comodidades, inclusa la de ayuntamiento y cárcel, una escuela de primeras letras concurrida por 22 niños y 8 niñas, y dotado su maestro con 300 reales. Para surtido del vecindario hay varias fuentes fuera de la población. La iglesia parroquial, bajo la advocación de San Andrés Apóstol, está servida por 1 cura de segundo ascenso y presentación particular.
Confina el término por N Guardo; E Intorcisa y Cornón; S Villalba, y O San Pedro Cansoles.
El terreno disfruta de monte y llano y es de mediana calidad; la parte de vega bastante productiva; no tanto el páramo. También tiene dos montes poblados de roble y otros arbustos, el uno lindando con el término de San Pedro de Cansoles y el otro al O del río ya citado que baña su suelo de N a S.
Los caminos son locales y su estado regular. La correspondencia se recibe de Carrión por valijero los miércoles y sale los lunes.
Producciones: trigo, centeno, cebada, legumbres y lino; se cría ganado lanar, cabrío, caballar y vacuno, siendo el último el más preferido; caza de liebres y perdices, y alguna pesca de truchas y barbos.
Industria: la agrícola y 2 molinos harineros de poca consideración.
Comercio: la venta de productos del país y la importación de artículos de consumo ordinario todo en pequeña proporción.
Población: (según datos oficiales) 27 vecinos, 141 almas; según datos particulares 40 de los primeros y 160 de las segundas.

Capital productivo: 65.220 reales. Imponible: 1.980. El presupuesto municipal se cubre con el producto de los ramos arrendables y por reparto vecinal.

## Geografía humana

### Administración local
La relación de alcaldes de Mantinos desde 1979 es la siguiente:
| Periodo   | Nombre                           | Partido |
| --------- | -------------------------------- | ------- |
| 1979-1983 | Miguel Ángel Franco García       | Indep.  |
| 1983-1987 | Alipio Delgado Francisco         | PSOE    |
| 1987-1991 | Alipio Delgado Francisco         | AP      |
| 1991-1995 | José Manuel del Blanco Fernández | PP      |
| 1995-1999 | Anunciación González González    | PSOE    |
| 1999-2003 | José Manuel del Blanco Fernández | PP      |
| 2003-2007 | José Manuel del Blanco Fernández | PP      |
| 2007-2011 | José Manuel del Blanco Fernández | PP      |
| 2011-2015 | José Manuel del Blanco Fernández | PP      |
| 2015-2019 | José Manuel del Blanco Fernández | PP      |
| 2019-2023 | José Manuel del Blanco Fernández | PP      |
| 2023-act. | Miguel Rodríguez Sánchez         | PP      |